# Marvin Monterrosa
Marvin Wilfredo Monterrosa Delzas (sinh ngày 1 tháng 3 năm 1991 ở Metapán, El Salvador), là một cầu thủ bóng đá người El Salvador, hiện tại thi đấu cho Alianza.

## Sự nghiệp câu lạc bộ
Monterrosa là một phần của đội hình Isidro Metapán kể từ mùa giảiClausura 2011.

## Sự nghiệp quốc tế
Monterrosa có màn ra mắt cho El Salvador năm 2014.

### A.D. Isidro Metapán
Primera División: Apertura 2012, Apertura 2013, Apertura 2014, 
Clausura 2014